# Tuse
Tusea reprezintă un act reflex (involuntar), dar și voluntar, fiind o reacție de apărare a organismului, prin care se îndepărtează secrețiile patologice și produsele străine din căile respiratorii. De la această caracteristică definitorie, face excepție tusea cu punct de plecare extrarespirator și cea iritativă chinuitoare, indiferent de originea sa (pulmonară sau extrapulmonară). 
Tusea constă, de regulă, dintr-un inspir profund urmat de apropierea corzilor vocale, închiderea glotei și contracția bruscă a mușchilor expiratori (intercostali interni, abdominali), însoțită de creșterea presiunii intratoracice cu peste 100 mm Hg. Ca urmare, corzile vocale și epiglota se deschid, aerul este expulzat cu viteză mare, de 25-1000 km/oră, antrenând particulele iritante, corpii străini, gazele iritante și secrețiile din bronhii sau trahee spre exterior. Tusea poate fi voluntară sau involuntară (reflexă). Tusea involuntară este rezultatul stimulării în principal a fibrelor aferente vagale traheale (în special de la nivelul carinei) și laringiene, dar și a altor receptori de la nivelul capului și gâtului. Stimularea receptorilor tusei poate fi mecanică, ca în cazul aspirației sau iritativă provocată de o iritație inflamatorie, mecanică sau tumorală a mucoasei căilor respiratorii. Centrii de control ai tusei se află la nivel medular.
Tusea este un simptom frecvent întâlnit în majoritatea afecțiunilor acute sau cronice ale aparatului respirator. În funcție de productivitatea tusei, se distinge: tuse uscată și tuse productivă urmată de expectorație, cu apariția sputei. Din punctul de vedere al evoluției, se distinge: tuse acută și tuse cronică. Există mai multe forme particulare ale tusei: tuse surdă, tuse lătrătoare, tuse bitonală, tuse cavernoasă, tuse chintoasă, tuse emetizantă, tuse iritativă. Din punctul de vedere al frecvenței poate fi: tuse rară și tuse permanentă. După timpul de apariție se distinge: tuse matinală, tuse vesperală, tuse nocturnă, tuse continuă. După circumstanțele de apariție se distinge: tuse de efort și tuse pozițională. 
Tusea uscată, chinuitoare, frecventă este inutilă și dăunătoare și poate determina accidente hemoragice sau pneumotorax spontan, poate favoriza infecțiile, produce insomnie cu epuizare fizică a bolnavului, induce creșterea presiunii în circulația pulmonară. Tusea uscată este suprimată cu antitusive (dextrometorfan, codeină etc.). Tusea umedă, productivă este utilă, ea permițând eliminarea secrețiilor patologice din căile respiratorii, constituind unul dintre mecanismele de apărare a organismului. Tusea productivă nu trebuie suprimată (cu excepția unor cazuri speciale: când epuizează pacientul sau împiedică odihna și somnul) deoarece sputa trebuie expectorată.

## Mecanismul tusei
Tusea este un act reflex (involuntar), dar și voluntar. Reflexul tusei este format de receptori, căi aferente, centrul tusei și căi eferente.
- Punctul de plecare a reflexului de tuse este reprezentat de receptori aflați în zone situate atât în aparatul respirator cât și în afara sa, denumite zone tusigene.

Zonele tusigene pulmonare din arborele respirator sunt reprezentate de receptorii tusei din epiteliul ciliat care acoperă toată mucoasa laringiană, traheală și bronșică, în special în mucoasa traheei și a bronhiilor principale. Se descriu zone tusigene deosebit de sensibile, situate în: laringe (zona interaritenoidiană), bifurcația traheei și bifurcațiile bronhiilor mari. Stimularea receptorilor tusei poate fi mecanică, ca în cazul aspirației, chimică (în cazul gazele iritante) sau iritativă provocată de o iritație inflamatorie, mecanică sau tumorală a mucoasei căilor respiratorii.
Zonele tusigene extrapulmonare se găsesc în mucoasa rinofaringiană (care determină tusea nazală sau tusea faringiană), ureche (mai ales conductul auditiv extern), pleură (tusea pleurală), mediastin, esofag, stomac (tusea gastrică), peritoneu (tusea peritoneală) și în unele organe abdominale: ficat, splină, stomac, căi biliare, apendice, anexe.
Existența acestei largi palete de zone tusigene explică frecvența mare a tusei în patologia generală (nu numai în cea respiratorie).
- Căile aferente ale reflexului de tuse sunt numeroase, în raport cu originea pulmonară sau extrapulmonară a tusei.

Tusea pulmonară are două căi nervoase centripete: ramurile senzitive ale nervului vag, pentru mucoasele traheală (în special de la nivelul carinei traheale aflată la locul de bifurcație a traheei) și bronșică și nervul laringian superior, pentru mucoasa laringiană.
Tusea extrapulmonară are mai multe căi nervoase centripete: nervul trigemen, nervul glosofaringian și mulți alți nervi.
- Centrul tusei  se află în porțiunea superioară a bulbului și în punte; la acest nivel acționează medicamentele antitusive; impulsurile eferente sunt inițiate la nivelul centrului și transmise pe calea eferentă. Centrul reflexului de tuse este reprezentat de nucleul senzitiv al nervului vag, situat de o parte și de alta a liniei mediane a planșeului ventriculului al IV-lea.

Controlul scoarței cerebrale asupra tusei este foarte important; sub influență voinței tusea se poate reține (suprima) sau, din contră, se poate reproduce. În afară de acest aspect supus voinței, trebuie menționată existența unei tuse de origine centrală, tusea nervoasă a nevroticilor, care apare numai ziua, este legată de traume psihoemoționale și dispare noaptea.
- Căile eferente, centrifuge ale reflexului sunt constituite din tractul cortico-spinal, din fibrele nervului laringeu recurent (pentru musculatura din laringe), nervului frenic și a nervilor spinali (rahidieni) motori care asigură funcționalitatea musculaturii expiratorii toracici (mușchii intercostali interni), a musculaturii peretelui abdominal (drepții abdominali și oblicii mari) care produc contracția peretelui abdominal; simultan, se realizează relaxarea diafragmului.

Închiderea glotei, moment important în producerea tusei, se realizează sub influența stimulilor veniți pe calea nervului laringeu recurent care conțin fibre motorii ale vagului.

## Forme ale tusei

### După productivitate
În funcție de existența sau inexistența sputei, tusea este de două feluri: tuse uscată și tuse umedă, productivă.

#### Tusea uscată
Tusea uscată sau tusea neproductivă, tusea seacă este neurmată de expectorație și are un timbru sec. Ea este scurtă, repetată, iritativă și obosește bolnavul, producându-i insomnii. Este cauzată de excitația zonelor tusigene pulmonare (trahee, bronhii) sau extrapulmonare (rinofaringe, ureche, mediastin, pleură, esofag, stomac, apendice, ficat, splină, colecist, peritoneu, uter și anexe etc.)
Tusea uscată este prezentă în tabloul clinic de debut al virozelor respiratorii acute virale sau bacteriene (în faza inițială a unei faringite acute, bronșite acută, traheite acute, traheobronșite sau pneumonii acute). Apare și în afecțiuni pleurale (pleurite, pleurezii, pneumotoraxuri),  tuberculoza pulmonară incipientă, fibroză pulmonară, neoplasm (cancer) bronșic, tumori mediastinale, adenopatii traheobronșice, iritație subdiafragmatică, otite medii. În plus, tusea uscată este prezentă și în debutul bolilor eruptive, în special rujeola (datorită afectării laringelui).
Deseori ca simptom inițial sau unic, tusea uscată poate fi întâlnită în insuficiența cardiacă, în anevrism de aortă și pericardită. Tusea uscată cardiacă este caracteristică în special bolii mitrale (stenoză mitrală), în care dilatarea atriului stâng determină iritarea fibrelor nervoase centripete ale arcului reflex tusigen.
La copii, o tuse uscată, instalată brusc și rebelă la tratament poate fi expresia clinică a unui corp străin în conductul traheobronșic (nasture, monedă, boabe de porumb etc.) care a ajuns aici prin inhalare accidentală. La adulți și la vârstnici, o tuse uscată instalată lent progresiv și rebelă la tratament sugerează existența unui cancer bronșic.
O tuse uscată poate fi și o tuse nervoasă (bolnavi cu tulburări nevrotice, tulburări emoționale), o tuse de obișnuință (tuse tic) sau intenționată, voită  (tuse frauduloasă).

#### Tusea productivă
Tusea productivă sau tusea umedă, este urmată de expectorație, cu apariția sputei în proporții variabile. Are un timbru umed și apare din cauza prezenței secrețiilor în tractul respirator. Acest tip de tuse constituie indiciu al unei afecțiuni a aparatului respirator, care evoluează cu hipersecreție bronșică, exsudare sau transsudare alveolară.
Tusea productivă este aproape întotdeauna expresia unor procese bronhopulmonare catarale inflamatorii, supurative (traheobronșite acute, bronhopneumopatii cronice, bronșectazii și tuberculoză), mai rar a unor procese bronhopulmonare proliferative sau a unor procese de vecinătate, care drenează în arborele bronșic  (pleurezie sau supurație mediastinală deschisă într-o bronhie). 
Adesea inițial tuse este seacă (când există numai edem local la nivelul mucoasei), iar în următoarele zile apare o tuse umedă (prin apariția exsudatului, acesta este mobilizat prin tuse și bolnavul începe să expectoreze).
Există bolnavi cu o stare generală alterată, care au secreții foarte mari la nivelul căilor respiratorii, însă nu le elimină prin tuse. Acești bolnavi au o tuse cu timbru umed.
Tusea productivă poate fi și de origine cardiacă (de exemplu edem pulmonar acut). La cardiaci, tusea productivă este condiționată de staza în mica circulație, care determină transsudare bronho-alveolară și iritație a mucoasei bronșice cu hipersecreție bronșică.

### După timbru
După timbru tusea poate fi:  răgușită, afonă, lătrătoare, cântătoare, bitonală, cavernoasă cu timbru metalic, tusea chintoasă,  tuse iritativă cu timbru sec.

#### Tusea răgușită
Tusea răgușită sau tusea surdă, tusea stinsă, tusea voalată are o intensitate foarte mică. Este cauzată de inflamația sau infiltrația corzilor vocale.
Apare în afecțiuni laringiene care afectează corzile vocale, fie prin producerea unui edem local (crup difteric, laringite acute sau cronice, gripă, la începutul perioadei de stare a bolilor eruptive, în special a rujeolei), fie prin ulcerații (neoplasm laringian, tuberculoză laringiană) și la bolnavii slăbiți, epuizați, cu alterare marcată a stării generale, în stări de denutriție. 

#### Tusea afonă
Tusea afonă apare în paralizia corzilor vocale sau în bolile distructive ale corzilor vocale (neoplasmele laringiene) care nu se mai pot închide complet sau în situațiile în care curentul de aer este insuficient de puternic pentru a pune în vibrare pereții glotei.

#### Tusea lătrătoare
Tusea lătrătoare este foarte sonoră, zgomotoasă, aspră, stridentă, de intensitate crescută, cu un timbru lătrător (asemănată cu lătratul câinelui). Este cauzată de un edem al laringelui și glotei și spasme ale mușchilor laringieni în afecțiunile inflamatorii laringiene fără leziuni distructive sau compresiuni ale traheii și bronhiilor în procese mediastinale.
Apare, de obicei, în accese, mai ales la copii mici, în laringita striduloasă. La copii și adolescenți apare și în urma unor adenopatii mediastinale (de obicei de natură tuberculoasă), iar la adulți în procese mediastinale (adenopatii traheo-bronșice și tumori mediastinale, anevrisme ale aortei) cu compresiuni produse de ele pe trahee și bronhii.

#### Tusea cântătoare
Tusea cântătoare apare în accese formate din secuse succesive urmate de inspirație profundă și zgomotoasă, se întâlnește în tusea convulsivă.

#### Tusea bitonală
Tusea bitonală este compusă din două tonuri sau zgomote, unul bronșic și unul glotic. Este cauzată de o pareză de coardă vocală provocată de iritația și paralizia nervului laringeu recurent (paralizie de recurent), cel mai adesea cel stâng.
Este întâlnită în compresiunile traheei și bronșiilor de către o adenopatie mediastinală sau hilară (bacilară, neoplazică etc.), de tumori mediastino-pulmonare,  de un anevrism al crosei aortei sau de procese situate în regiunea bazală a gâtului, din cauza unor afecțiuni tiroidiene (tumori tiroidiane). În aceste cazuri se produce compresiunea nervului laringean recurent stâng, cu paralizia coardelor vocale de aceeași parte.

#### Tusea cavernoasă
Tusea cavernoasă are un timbru metalic, care dă senzația de gol. Este întâlnită când în parenchimul pulmonar există o cavernă cu diametrul de cel puțin 6 cm, care este drenată de o bronhie liberă, care se comportă ca o cutie de rezonanță, vibrând  și amplificând tusea. Se întâlnește în tuberculoza pulmonară cavernoasă, neoplasmele pulmonare ulcerate și în pneumotorax.

#### Tusea chintoasă
Tusea chintoasă sau tusea în accese, tusea măgărească survine în accese paroxistice și se caracterizează printr-o succesiune de sacade (secuse) expiratorii întrerupte de inspirații profunde (numite reprize). 
Tusea chintoasă apare în tuse convulsivă, corpi străini inhalați, traheobronșită alergică, procese compresive mediastinale pe conductele traheobronșice (tumori, adenopatii, anevrisme), afecțiuni respiratorii banale (bronșite, laringite, pneumopatii virale), fistulă esobronșică, spasmofilie sau în cazul purtătorilor unei adenoidite.

### După orar

#### Tuse matinală
Tusea matinală apare exclusiv sau predominant matinal (dimineața) și este însoțită de eliminarea secrețiilor bronhopulmonare sau rinofaringiene acumulate în cursul nopții. În cursul nopții se acumulează secreții la nivelul bronșiilor, cavităților din plămâni, rinofaringelui, iar dimineața, la sculare, prin schimbarea poziției bolnavului, secrețiile vor irita zonele tusigene și vor declanșa accesul de tuse. Se spune despre acești bolnavi că își fac "toaleta bronșiilor".
Este întâlnită la bolnavii cu afecțiuni respiratorii însoțite de secreții abundente: bronșiectazii, bronșite cronice cu bronhoree mare, bronhopneumopatia obstructivă cronică (BPOC), abces pulmonar, pioscleroze pulmonare (scleroze pulmonare), tuberculoză cavitară, rinofaringită cronică, faringite secretante. În bronșiectazii tusea matinală conduce la eliminarea de spută mucopurulentă în cantitate mare; bolnavul își face toaleta bronșiilor, după care, în cursul zilei tusea se rărește iar cantitatea de spută se reduce semnificativ.

#### Tuse vesperală
Tusea vesperală apare seara, după orele 17-18 și este însoțită de creșterea vesperală a temperaturii. Apare cel mai adesea în tuberculoza pulmonară.

#### Tuse nocturnă
Tusea nocturnă trezește bolnavul din somn și este determinată de hipersensibilitatea zonelor tusigene prin predominanța sistemului vagal în timpul nopții.
Este cel mai adesea de origine cardiacă (insuficiență ventriculară stângă, valvulopatii mitrale, endocardită septică subacută, HTA) și este determinată de staza pulmonară și de acumularea secrețiilor bronșice în timpul nopții. Mai rar este de origine respiratorie (catar al căilor aeriene superioare, adenoidită, emfizem pulmonar, bronșite cronice, criză de astm bronșic), sau în reflux gastro-esofagian.

#### Tuse diurnă
Tusea diurnă apare ziua. Este o tuse psihogenă și încetează de obicei complet pe timp de noapte.
Este întâlnită în suprasolicitări psihoemoționale, nevrozele astenice și se manifestă prin tuse iritativă care are o caracteristică definitorie: este diurnă, legată de traume psihice sau stări tensionale psihice și dispare noaptea. La persoanele care desfășoară activitatea în timpul nopții, ritmul de apariție a tusei se inversează, ea fiind prezentă noaptea iar ziua, în perioada de odihnă, dispare. În concedii, în deplasări, în perioadele în care persoana respectivă este scoasă din mediul psihotraumatizant, tusea încetează.

### După circumstanțele de apariție

#### Tuse provocată de mediul înconjurător
Tusea este provocată de factorii mediului înconjurător: umiditate, ceață, polen, praf, acarieni etc și se întâlnește în astm bronșic, hiperreactivitate bronșică.
Tusea poate fi provocate de circumstanțe profesionale: fân, cereale contaminate (plămânul de fermier), cereale și făină contaminată (pneumonita morarilor) etc.
Tusea apare și după inhalare de substanțe toxice sau iritante, fum de țigară.

#### Tuse de efort
Tusea de efort apare apare după efort fizic. Se întâlnește în afecțiuni ale căilor respiratorii superioare (faringite, laringite), afecțiunile cronice ale aparatului respirator (astm bronșic, hiperreactivitate bronșică, bronșită cronică, emfizem pulmonar, fibroză pulmonară, procese mediastinale etc.), cât și în cele cardiovasculare decompensate sau în curs de decompensare (apare staza pulmonară și congestia mucoasei bronșice): insuficiență cardiacă stânga, HTA. Tusea de efort care apare la temperaturi scăzute se întâlnește în astm bronșic, hiperreactivitate bronșică.

#### Tuse pozițională
Tusea pozițională sau tusea de atitudine este determinată de așezarea pe o anumită parte a bolnavului sau de schimbarea poziției corpului bolnavului. Bolnavii iau o poziție de decubit drept sau stâng, în care tușesc și expectorează mult. Este o poziție de drenaj la bolnavii cu supurații bronșice sau pulmonare, prin care are loc eliminarea colecției purulentă din cavitatea parenchimatoasă sau din bronșie. Secrețiile patologice ajung în zonele tusigene, le irită și determină apariția unei tuse.
Se întâlnește în unele cavități pulmonare: cavernă tuberculoasă, abces pulmonar, chist hidatic infectat, piotorax cu fistulă bronșică, bronșiectazie cu secreții abundente, care drenează (în funcție de poziția bolnavului), iritând zonele tusigene. Astfel, tusea care apare la schimbarea bruscă a poziției de decubit dorsal cu aceea de decubit ventral sugerează existența bronșiectaziei pe peretele posterior al conductului bronșic. Declanșarea acceselor de tuse la trecerea din clinostatism în ortostatism pledează pentru sediul superior al dilatației bronșice; apariția tusei și expectorației după schimbarea poziției de decubit lateral drept cu aceea de decubit lateral stâng trădează existența procesului bronșiectazic de partea dreaptă și invers.
Tusea de decubit (poziție orizontală a corpului) se întâlnește și în insuficiență cardiacă stânga și reflux gastro-esofagian.

#### Tusea ca simptom-semnal
Tusea ca "simptom-semnal" apare în timpul unei puncții pleurale făcută în scop diagnostic sau evacuator, la bolnavii cu pleurezie. Ea apare datorită iritării mecanice a pleurei viscerale, care poate avea ca urmare crearea unor reflexe cardiace inhibitorii, cu sincopă sau moarte subită. Dacă în timpul puncției apar tuse, vertij, slăbiciune fizică, tulburări de vedere, aceasta trebuie abandonată.
După evacuarea în timp scurt a unor revărsate pleurale masive poate apărea un edem pulmonar acut "ex vacuo" (datorită unui aflux mare de sânge în patul capilar pulmonar, prin destinderea bruscă a plămânului comprimat). Bolnavul au o tuse din ce în ce mai frecventă și evacuarea revărsatului pleural trebuie întreruptă pentru evitarea edemului pulmonar.

## Etiologie
O formă de tuse ce se manifestă mai mult la copii este tusea convulsivă. Aceasta este o boală infecto-contagioasă provocată de microbul Bordetella pertussis ce se transmite de bolnavi prin picăturile ce se elimină prin tuse, strănut, aer expirat. După o incubație de 4- 15 zile, apare o fază de catar oculo- naso- faringian urmată de o fază convulsivă care durează 5-6 săptămâni, caracterizată prin accese  paroxistice de tuse cu inspirații zgomotoase. Prin vaccinare poate fi prevenită.